# 粟嶋神社 (佐伯市)
粟嶋神社（あわしまじんじゃ）は、大分県佐伯市米水津（よのうづ）にある神社（旧郷社）。鎮座地は北から米水津湾に突き出す岬の北西部つけ根に当たり、湾に面して位置する。

## 祭神
大名持命と少彦名命を主祭神に、加具突知命、言代主神、菅原道真公を相殿に祀る。

## 由緒
社伝によれば、貞治年間（14世紀中頃）に征西将軍懐良親王とそれを奉じる菊池武光が豊後国へ下向する際に日向灘で海難に遭遇、親王の侍臣である渡辺左衛門尉が紀州粟嶋明神（現和歌山県海南市の粟嶋神社）に祈願して無事に米水津の小浦に着岸する事を得たため、その報賽として社殿を建立してその分霊を勧請したのが創祀という。また、その創祀は貞治5年（正平21年、1366年）で、清原信重によるものであるともされる。以後、在地の海民を中心に信仰を集めた。なお、江戸時代の宝永4年（1707年）には当神社の産子の者が本社である海南市の粟嶋神社へ参拝し、その時に奉納した金幣（金箔を施した御幣）3体が同神社に現伝している。
明治6年（1873年）に郷社に列し、戦後は神社本庁に参加する。